# ダイナマイト漁

ダイナマイト漁

ダイナマイト漁（ダイナマイトりょう）は、水中で爆発物（ダイナマイト等）を爆発させて、その衝撃波で死んだり気絶して水面に浮き上がってきた魚を回収する漁法である。爆発漁法、爆弾漁法、爆破漁、発破漁とも。
民間人が爆発物を所持することや、爆発により生態系を破壊するなど複数の問題があるため、世界の多くの国家では禁止されている。

## 概要
サンゴ礁で行うと、その爆発の衝撃によりサンゴを破壊し死滅させる。また爆発により魚の浮き袋が破裂しほとんどの魚は海底に沈んでしまう。しかし伝統的な手法の漁に比べ数倍の魚が簡単に獲れるため、東南アジア、エーゲ海および沿岸のアフリカでは、現在でも行われている。
フィリピンでは肥料用のガラス瓶に硝酸塩と起爆剤を入れ、導火線で点火する即席の手榴弾が使われている。

## 日本
日本においては第二次世界大戦後に不発弾を利用した漁が沖縄などで行われていた。禁止後は使われなかった不発弾が無人島に集められたとされ、2020年代でも大量に残されている。
現代では水産資源保護法第5条で「爆発物を使用して水産動植物を採捕してはならない。ただし、海獣捕獲のためにする場合又は調査研究のため農林水産大臣の許可を受けてする場合は、この限りでない。」とされているほか、火薬類取締法の規制も受けることもあり、爆発物を用いた漁法は原則として禁止されている。
2001年に北海道では確認されていなかった外来魚のブラックバスが大沼湖沼群の円沼で見つかり、水中発破による駆除が検討されたが、上述の水保法などの抵触もあって中止された。